# Bruno Matthaei
Carl Bruno Matthaei, auch Matthäi, (* 6. September 1869 in Eilenburg; † 17. Juli 1947 ebd.) war ein deutscher Kunstmaler.

## Leben
Er war der Sohn des letzten Eilenburger Zinngießers Carl Theodor Matthaei († 1901) und von Auguste Maria geb. Lantzsch.
Erste künstlerische Erfahrungen sammelte Matthaei beim Bemalen von Zinnfiguren in der väterlichen Werkstatt. zwischen 1890 und 1901 lebte er in verschiedenen Städten, so auch in München, wo er sich vermutlich zum Kunstmaler ausbilden ließ. Nach dem Tod des Vaters in die Heimatstadt zurückgekehrt, richtete er sich im väterlichen Haus ein Atelier ein und betätigte sich als freischaffender Kunstmaler. Entsprechend der Kundschaft aus Eilenburg und Umland malte er vorrangig Stadtansichten, Dorf- und Landschaftsbilder, aber auch Historienbilder oder im Ersten Weltkrieg die Pferde der in den Krieg ziehenden Offiziere. Um überleben zu können, arbeitete Matthaei in den 1920er Jahren, in der Weltwirtschaftskrise, zeitweise als Musterzeichner in einer Eilenburger Kattunfabrik. Zu seiner Unterstützung gab ihm 1921 der Rat der Stadt einen Auftrag, sechs Notgeldscheine zu entwerfen. Reisen führten Matthaei in die Lüneburger Heide und auch in den Schwarzwald, wovon er ebenfalls Bilder malte.
Im April 1945, Matthaei war 76 Jahre alt, wurde sein Wohnhaus mit dem Atelier beim Beschuss Eilenburgs wie der größte Teil der Eilenburger Altstadt völlig zerstört. Damit ging ein großer Teil der von ihm in den letzten Jahren gefertigten Bilder verloren. Dieser Verlust brach den alten und kranken Künstler. Die Lebenslust verlierend, kam er kaum noch aus dem Bett, wo er dennoch seine Zeit mit Malen verbrachte. Matthaei starb 1947 in seiner Heimatstadt und wurde ebendort auf dem Stadtfriedhof im Familiengrab beigesetzt. 
Matthaei malte in verschiedenen Techniken und führte seine Bilder in den unterschiedlichsten Formaten aus. Zeit seines Lebens blieb seine Malweise allerdings sehr konventionell. Neue aufkommende Kunstströmungen ignorierte er oder ließ sie nur marginal in seine Werke einfließen. Die Mehrzahl seiner Bilder fertigte er in seinem Atelier, wofür er eigene Skizzen oder Fotografien zu Grunde legte.
2007 wurde in Eilenburg eine Ausstellung über Matthaei gezeigt.